# Inclusion Rider
Als Inclusion Rider wird eine Vertragsklausel in der US-amerikanischen Unterhaltungsindustrie bezeichnet, die verlangt, dass die Besetzung eines Films möglichst vielfältig ist. Schauspieler können sich hierdurch vertraglich zusichern lassen, dass in ihren Filmen Frauen und Minderheiten ausreichend repräsentiert werden.

## Idee
Die Idee für den Inclusion Rider stammt von Stacy Smith, der Gründerin und Vorsitzenden der USC Annenberg Inclusion Initiative und Professorin für Medien- und Genderstudien an der University of Southern California. Der Thinktank hatte die  Gleichberechtigung und Vielfalt in der Unterhaltungsindustrie untersucht und 2016 ermittelt, dass die Besetzung in den meisten US-produzierten Filmen nicht der amerikanischen Bevölkerung entspricht. Demnach befinden sich in einem typischen Spielfilm etwa 40 bis 45 sprechende Rollen, nur acht bis zehn dieser Charaktere seien für die Geschichte relevant. Daher forderte Smith noch im gleichen Jahr im Rahmen eines Vortrags auf der Ted Conference eine Gleichheitsklausel. Der vorgeschlagene Inclusion Rider, wörtlich etwa Inklusionsparagraf, sollte der Tatsache Rechnung tragen, dass es keinen Grund gebe, warum die anderen 30 nicht der Bevölkerung des Landes entsprächen, in dem der Film spielt: „Eine Gleichheitsklausel eines A-listers in seinem Vertrag kann dazu führen, dass die anderen Rollen die Welt widerspiegeln, in der wir tatsächlich leben“, so Smith.

## Funktionsweise
Durch den Inklusions-Zusatz kann jeder, der Verhandlungen über einen Film führt, darum bitten beziehungsweise verlangen, dass 50 Prozent Diversität herrschen, nicht nur in der Besetzung, sondern auch in der Crew. Lässt ein Filmschaffender den Zusatz in seinen Vertrag einbauen und wird dieser nicht erfüllt, kann er legal vom Vertrag zurücktreten. Für bekannte Schauspieler stellt der Inclusion Rider eine gute Möglichkeit dar, ihren Einfluss für Gleichberechtigung in Hollywood geltend zu machen, da Filmstudios bei Nichteinhaltung einen zugkräftigen Namen verlieren können. Der Inclusion Rider stellt einen Appell an die erste Riege Hollywoods dar. Schauspieler können sich also vertraglich zusichern lassen, dass in ihren Filmen Frauen und Minderheiten ausreichend repräsentiert werden und damit die Besetzung eines Films möglichst vielfältig ist. Carolin Gasteiger von der Süddeutschen Zeitung vergleicht die Klausel mit der Rooney Rule der National Football League, demzufolge die Mannschaften gezielt Angehörige von Minderheiten als potenzielle Spieler einladen sollen.

## Öffentliche Wahrnehmung
Anfang März 2018 hatte Frances McDormand im Rahmen der Oscarverleihung, wo sie für ihre Rolle im Film Three Billboards Outside Ebbing, Missouri als beste Schauspielerin ausgezeichnet wurde,  in ihrer Dankesrede alle gemeinsam mit ihr nominierten Frauen gebeten, das Projekt zu unterstützen und in ihren letzten Worten auf den Inclusion Rider hingewiesen. Zu diesem Zeitpunkt war vielen Bürgern diese Vertragsklausel nicht bekannt. Kurze Zeit später hatte auch Michael B. Jordan angekündigt, seine Produktionsfirma Outlier Society werde bei allen künftigen Filmprojekten einen Inclusion Rider anwenden und so Vielfalt am Filmset verpflichtend machen. Mitte März 2018 kündigten auch die Produktionspartner Matt Damon und Ben Affleck an, in zukünftigen Verträgen ihrer gemeinsamen Produktionsfirma Pearl Street den Inclusion Rider ebenfalls einsetzen zu wollen.
Für den 2022 gezeigten Tatort Schattenleben hat die Regisseurin Mia Spengler einen Inclusion Rider aufgerufen und so dem Thema auch in Deutschland zu verstärkter Aufmerksamkeit verholfen.